# Jervvasstind
Jervvasstind (of Gjertvasstind, Østre Styggedalstind) is een berg niet ver van Turtagrø, behorende bij de gemeente Luster in de provincie Sogn og Fjordane in Noorwegen.
Het is onderdeel van het gebergte Hurrungane.